# Mimodesmus parallelus
Mimodesmus parallelus är en mångfotingart som beskrevs av Cook 1896. Mimodesmus parallelus ingår i släktet Mimodesmus och familjen Oxydesmidae. Inga underarter finns listade i Catalogue of Life.